# Surat Sukha
Surat Sukha (* 27. Juli 1982 in Sakon Nakhon) ist ein ehemaliger thailändischer Fußballspieler.

## Karriere
Seine Jugendjahre verbrachte Surat bei der Assumption Sriracha School, ehe er 2006 als Profi beim FC Chonburi unterschrieb. Dort spielte er zusammen mit seinem Zwillingsbruder Suree Sukha zusammen in der Verteidigung. Mit 25 Jahren wurde er das erste Mal in die Nationalmannschaft berufen und hatte bisher 14 Einsätze. Unter Nationaltrainer Peter Reid nahm er an den ASEAN-Fußballmeisterschaften 2008 teil. Mit dem FC Chonburi gewann er 2007 die thailändische Meisterschaft und spielte 2008 in der AFC Champions League. Am 14. Mai 2009 wurde bekannt, dass er in die A-League nach Australien zu den Melbourne Victory wechseln wird. Die Ablöse betrug 1,5 Millionen Baht und er erhielt einen Zweijahresvertrag. Er ist damit der erste Spieler thailändischer Nationalität, der in die australische Profiliga wechselt.
Am 15. August 2009, wurde er im Ligaspiel gegen Brisbane Roar, in der 78. Minute eingewechselt, und bestritt somit sein erstes Spiel für Melbourne Victory. In seiner ersten Saison bei Melbourne Victory kam er auf 18 Einsätze. Eine Verletzungspause von 6 Wochen, verhinderte noch mehr Einsätze. Im Grand Final der A-League Saison 2009/10 stand er in der Anfangsformation. Im April 2010 verlängerte Melbourne seinen laufenden Vertrag bis 2012.
Trotzdem kehrte er im Sommer 2011 zurück nach Thailand. Hier unterschrieb er einen Vertrag beim FC Buriram PEA. 2011 wurde er mit Buriram Meister. Im gleichen Jahr gewann er mit Buriram den Thai League Cup und den FA Cup. 2017 wechselte er zum Ligakonkurrenten Ubon UMT United nach Ubon Ratchathani. Nach 13 Erstligaspielen ging er 2018 zum Sisaket FC. Mit dem Verein aus Sisaket spielte er in der zweiten Liga, der Thai League 2. Für Sisaket stand er 24-mal auf dem Spielfeld.
Am 1. Januar 2019 beendete er seine Karriere als Fußballspieler.

## Erfolge

### Verein
Chonburi FC
- Thailändischer Meister: 2007
- Kor Royal Cup-Sieger: 2009

Melbourne Victory
- Australischer Vizemeister: 2009/10

Buriram PEA / Buriram United
- Thailändischer Meister: 2011, 2013, 2014, 2015
- Thailändischer Ligapokalsieger: 2011, 2013, 2015
- Thailändischer Pokalsieger: 2011
- Kor Royal Cup-Sieger: 2013, 2014, 2015

### Nationalmannschaft
- Südostasienmeisterschaft: 2008 (Finalist)

## Sonstiges
Surat Sukha ist der Zwillingsbruder vom ehemaligen Fußballspieler Suree Sukha.